# San Justo de la Vega
San Justo de la Vega és un municipi de la província de Lleó, a la comunitat autònoma de Castella i Lleó.

## Demografia
| 1991 | 1996 | 2001 | 2004 |
| ---- | ---- | ---- | ---- |
| 2457 | 2365 | 2234 | 2112 |